# Kindergarten plus
„Kindergarten plus“ ist ein Programm zur Förderung der sozialen und emotionalen Kompetenzen vier- bis fünfjähriger Kinder in Kindertageseinrichtungen. Das Programm wurde von der Deutschen Liga für das Kind entwickelt und durchgeführt. Es wurde bundesweit in mehr als 1.620 Kindertageseinrichtungen durchgeführt wird.
„Kindergarten plus“ ist Bestandteil des Jugendprogramms der Deutschen Lions und wird von zahlreichen Lions-Clubs gefördert.

## Programme zur Förderung von Kindern im Vorschulalter
Während es allein für die Gewaltprävention im Schulalter über hundert Programme in Deutschland gibt, ist die Zahl der Präventionsprogramme im Kleinkindalter sehr überschaubar. Von Julie Klinkhamer und Maria von Salisch werden neben Kindergarten plus noch Papilio und Faustlos genannt.

## Ziele von Kindergarten plus
Damit Kinder ihr Potential nutzen können, ist neben der sprachlichen und sachbezogenen Erziehung die Förderung der emotionalen Intelligenz von entscheidender Bedeutung. Im Alter von drei bis sechs Jahren schreitet die sozial-emotionale Entwicklung sehr schnell voran. Schulanfängern mit gut entwickelter emotionaler Kompetenz haben eine gute Akzeptanz in der Gleichaltrigengruppe, eine bessere Impulskontrolle und emotionale Stabilität als Grundlage für ihren Schulerfolg. Kindergarten plus hat das Ziel, die sozialen und emotionalen Kompetenzen zu fördern. Im Einzelnen fördert das Programm:
- Selbst- und Fremdwahrnehmung
- Einfühlungsvermögen (Empathie)
- Kommunikations- und Konfliktfähigkeit
- Wahrnehmung von Selbstwirksamkeit und Eigenkompetenz
- Motivations- und Leistungsfähigkeit
- Beziehungsfähigkeit[4][5]

## Durchführung von Kindergarten plus
Die pädagogischen Fachkräfte der Kindergärten werden in einer zweiteiligen Basisfortbildung für das Programm geschult. Die Kita erhält ein umfangreiches Materialpaket. Das Programm wird von einer Erzieherin oder einer Trainerin an neun Vor- oder Nachmittagen im Abstand von einer Woche durchgeführt. Die Eltern der Kinder werden über die durchgeführten Module informiert.

## Entstehung und Entwicklung
Die Deutsche Liga für das Kind in Familie und Gesellschaft e.V. wurde am 25. Juni 1977 mit finanzieller Unterstützung von Lions und Rotary gegründet. Die Liga beschäftigt sich bis heute schwerpunktmäßig mit der Entwicklung und Förderung von Kleinkindern im Vorschulalter. Unter dem Namen Kindergarten plus entwickelte die Liga ein Förderprogramm für Kindergartenkinder. Mit Unterstützung von Lions Clubs erfolgte 2002 eine Testphase in fünf deutschen Standorten. Im Jahr  2004 war die Testphase abgeschlossen und zahlreiche Materialien produziert. Das Programm wurde von nun an bundesweit angeboten. Der Lions Multidistrikt Deutschland nahm Kindergarten plus in sein Jugendprogramm „Stark fürs Leben“ auf. Im Rahmen einer Doktorarbeit (siehe Kapitel Evaluation) wurde 2013 die Wirksamkeit des Programm erfolgreich überprüft. Das Niedersächsische Institut für frühkindliche Bildung und Entwicklung (nifbe) nahm Kindergarten plus in die grüne Liste Prävention auf und verlieh das Prädikat „Effektiv“. Nach einer externen Überprüfung erhält Kindergarten plus 2015 das PHINEO Wirkt-Siegel verliehen. Im Jahr 2017 wird im Rahmen von Kindergarten plus das Kinderbuch „Tula und Tim im Land der Gefühle“ herausgebracht.

## START ab 2
Kindergarten plus ist für Vorschulkinder im Alter von 4–6 Jahren konzipiert. Unter der Bezeichnung Kindergarten plus Start wurde 2020 ein analoges Programm entwickelt, welches an die sprachliche, kognitive und emotionale Entwicklung der zwei- bis dreijährigen Kinder angepasst ist. Nach eingehender Evaluation wurde das Programm 2021 unter der Bezeichnung START ab 2 eingeführt.

## Diversität
Im Rahmen der regelmäßige Überprüfung und Weiterentwicklung wurde Kindergarten plus einem „Diversity-Check“ unterzogen. Es ist eine wichtige Aufgabe von Kindertageseinrichtungen, Kinder auf das Leben in einer heterogenen Gesellschaft vorzubereiten. Welcher Wert Diversität in der Lern- und Lebenswelt ihrer Kita beigemessen wird, beeinflusst die Bewertung von Vielfalt der Kinder und ihre Einstellung  zu Diversität später als Erwachsene. Methoden und Materialien von Kindergarten plus wurden durch die Einbeziehung von Behinderten und Menschen unterschiedlicher Haut- und Haarfarbe an die Realität gesellschaftlicher Vielfalt angepasst. Verschiedenheit und Individualität sind auch ein Hauptthema im Modul 1 des Projektleitfadens.

## Online-Seminare
Während der Restriktionen durch die Corona-Pandemie wurde die Durchführung von Präsens-Seminaren stark eingeschränkt. Von der Liga wurden daher online-Kurse entwickelt, um auch bei Kontaktsperren eine Schulung vornehmen zu können. Diese online-Kurse werden auch von Kindergärten wahrgenommen, die geographisch isoliert sind, um Reisekosten zu sparen.

## Evaluation
Kindergarten plus wurde von einem Forscherteam der Leuphana Universität Lüneburg unter der Leitung von Maria von Salisch evaluiert. Diese ergab eine Verbesserung der sozialen Kompetenzen der Kinder in Kindergärten mit Schulung im Vergleich zu Kindergärten ohne Kindergarten plus. Kinder aus Kindergärten mit Kindergarten plus - Schulung hatten eine bessere Impulskontrolle und weniger Probleme im Umgang mit Gleichaltrigen, insbesondere mit Kindern mit Belastungen, als ohne Schulung. Die Ergebnisse wurden in der Promotionsarbeit von Julie Klinkhammer 2012 publiziert.

## Organisation
Die Schulung der Erzieherinnen und Erzieher erfolgt wohnortnah durch ausgebildete Trainerinnen oder Trainer. Nach Möglichkeit werden mehrere Kindergärten zu einer Trainingseinheit zusammengefasst.

## Verbindung zu den Jugendprogrammen der Deutschen Lions
Zusammen mit Klasse 2000 und Lions Quest ist Kindergarten plus Teil der Jugendprogramme der Deutschen Lions (Stark fürs Leben). Die Jugendprogramme stehen unter der Schirmherrschaft des Drogenbeauftragten der Deutschen Bundesregierung Burkhard Blienert. Viele deutsche Lions Clubs fördern Kindergarten plus durch eine Mitgliedschaft in der Deutschen Liga für das Kind, durch Kontaktaufnahme zu Kindergärten und Vermittlung von Schulungsangeboten sowie durch (Mit-)Finanzierung der Seminare. Beauftragte für Kindergarten plus gibt es auf Clubebene, in den meisten deutschen Lions-Distrikten und im Multidistrikt 111. Der Governoratsbeauftragte für Kindergarten plus (Multidistrikt-Ebene) ist per Satzung Mitglied im Vorstand der Deutschen Liga für das Kind.

## Sonstige Förderung
Nach der Anerkennung von Kindergarten plus als Präventionsprogramm durch das Niedersächsische Institut für frühkindliche Bildung und Entwicklung beteiligten sich auch Stiftungen, Initiativen und  Krankenkassen, insbesondere die Techniker Krankenkasse an der Finanzierung.

## Verbreitung in Deutschland
Kindergarten plus wird in allen Bundesländern durchgeführt. Die größte Verbreitung besteht in Rheinland-Pfalz, Baden-Württemberg, Niedersachsen und Hessen. In den neuen Bundesländern ist die Verbreitung gering.

## Situation im Ausland
Kindergarten plus wird auch in Wien mit Unterstützung der Wiener Kinderfreunde durchgeführt. In der Schweiz wurden es bisher nicht angewendet.